# Крітолай (стратег)
Крітолай (грец. Κριτόλαος) — останній стратег Ахейського союзу.
У 147 до н. е. був винуватцем війни з римлянами, що закінчилася поразкою при Скарфі, після якого він зник (за переказами — кинувся в море або отруївся).